# العمال الأطفال في نيبال

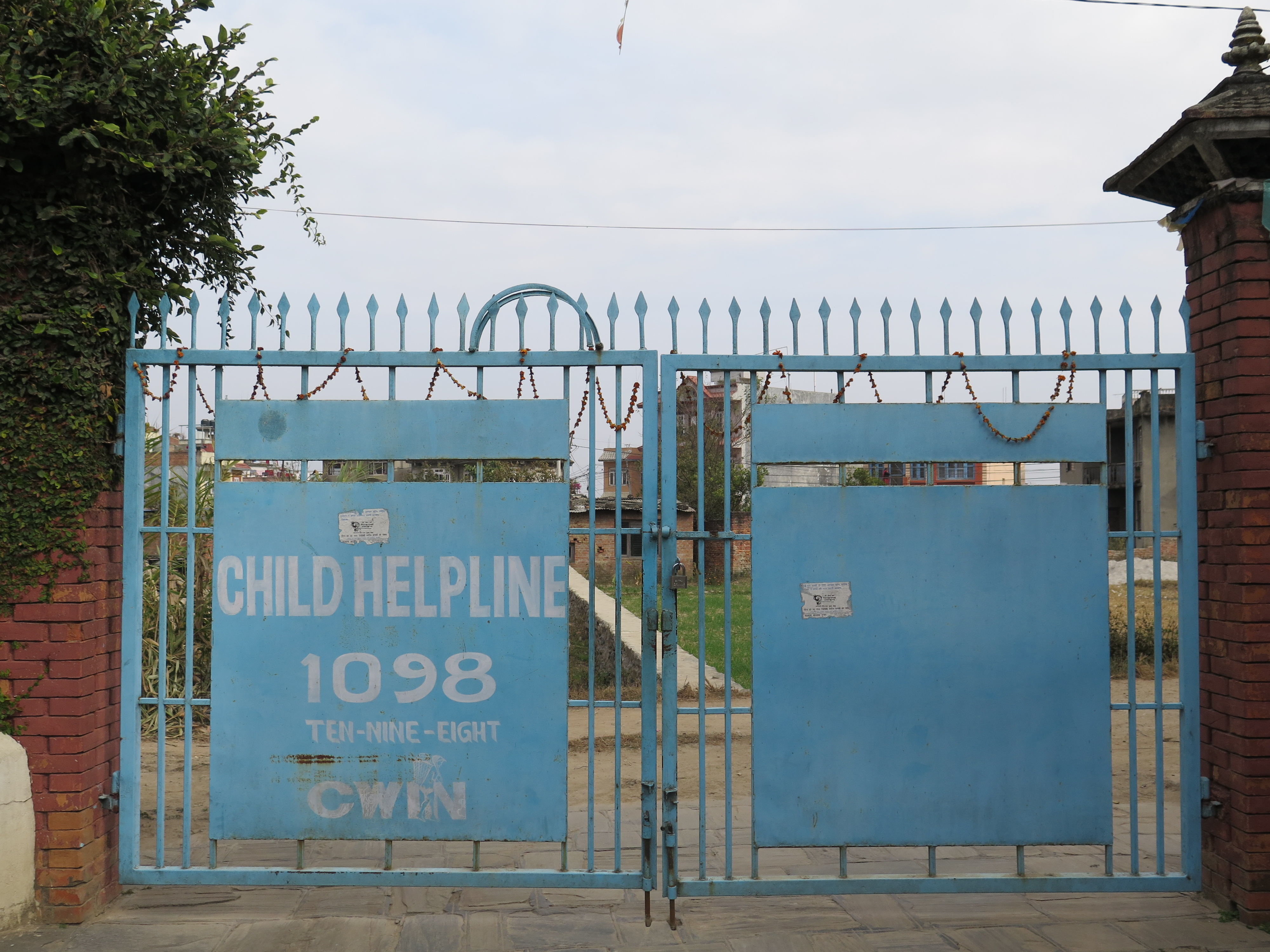

العمال الأطفال في النيبال (CWIN) منظمة غير حكومية (NGO) تعمل على الدفاع عن حقوق الأطفال. تدعم CWIN أطفال الشوارع، والأطفال الذين يتعرضون لعمالة الأطفال، والأطفال الذين يتعرضون للاستغلال الجنسي وأيضاً أولئك الذين يعتبرون ضحايا للعنف. أهداف المنظمة هي حماية حقوق الأطفال في النيبال. أُسست في عام 1987 من قبل مجموعة من طلاب جامعة تريبوفان الذين أدركوا بعد التحقيق في ظروف الأطفال الذين يعيشون في شوارع كاتماندو، النيبال، حاجة هذه المنطقة للحماية. تمثل CWIN صوت الأطفال المحرومين والمُستغلين باعتبارها لجنة مراقبة حقوق الأطفال في النيبال. تقوم بذلك من خلال ممارسة الضغوطات وشن الحملات ضد الحكومة من أجل حماية حقوق الأطفال وتعزيزها، ولإنهاء الاستغلال والأذية والتمييز بحق الأطفال.
تتلخص فلسفة CWIN في العمل مع الأطفال في شعارها: «من أجل الأطفال، ومع الأطفال». تعمل مع حكومة النيبال لتطوير سياسات ملائمة للأطفال، بالرغم من أن الحكومة تفشل في منع انتهاكات حقوق الأطفال. تبحث CWIN عن الانتهاكات ضد حقوق الأطفال وتعمل على إخبار الحكومة وغيرها من هيئات اتخاذ القرار عنها.
تمتلك المنظمة مركزاً وطنياً للمعلومات والموارد، وهو عبارة عن مصدر للمعلومات المتعلقة بحقوق الأطفال. تنشر منظمة CWIN شهرياً رسائل أخبار بالإنجليزية والنيبالية، والتي تُوزَّع إلى جميع أنحاء العالم. وتنشر أيضًا تقارير وصحف وقائع وغيرها من المواد بأشكال صوتية ومطبوعة.
لطالما كان الدعم والتعليم هما أهم عناصر عمل منظمة CWIN، إذ إنها تنظم حملات لممارسة الضغوطات وتنشر مواد داعمة وتنظم تدريبات وحركات مجتمعية تدعم حقوق الأطفال. وتنظم أيضاً حصصًا دراسية لليافعات من المناطق الفقيرة عن تمكين الذات.

## الخلفية
خلال الخمسينيات، أدى القضاء على الملاريا في منطقة تيراي في النيبال إلى جعل المهاجرين من الأجزاء الأخرى من البلاد ينتقلوا إليها ويسكنوا في مناطق تعود ملكيتها في الأصل إلى سكان تيراي الأصليين. لم يكن سكان مجتمع ثارو أثرياء بما فيه الكفاية ليحموا أرضهم. نظراً لعدم وجود دليل ملموس لديهم على أن الأرض ملك لهم، هُجِّروا واستُخدموا كعمال.
في الوقت نفسه وُضع نظام كاملاري موضع التنفيذ. يُعرّف نظام كاملاري أنه نظام تعاقد تُباع الفتيات الصغار من العائلات الفقيرة فيه بغرض استخدامهن للاستعباد المحلي. طُبق نظام كاملاري على العائلات اللاتي يُستخدمن كمزارعين يقومون بالأعمال الزراعية، ثم تطور إلى استخدام النساء والأطفال بشكل رئيسي في الاستعباد. كان هذا النظام موجوداً في النيبال لسنوات عديدة. كان التجّار يسافرون إلى غربي النيبال لشراء الفتيات من عائلاتهن للعمل في صناعة كاملاري. كان  هؤلاء التجار غالباً يعقدون اتفاقات مع العائلات. كان الاتفاق النموذجي هو أن تعمل الفتيات وتُرسل أجورهن إلى العائلة. كان هناك فائدة إضافية أخرى تقدّم لهذه العائلات الفقيرة، وهي أن الصفقة أعفتهم من طفل آخر سيضطرون إلى إطعامه ودعمه. جزء آخر من الاتفاق كان أن يتعلم الأطفال، لكن ذلك لم يحدث غالباً. كان نظام كاملاري مخفياً عن أنظار العامة على الرغم من أنه كان يُجرى في وضح النهار لم يكن الناس عموماً على دراية بما يحدث حقاً.

## دور الأمم المتحدة
تبنّى المجلس العام للأمم المتحدة إعلان حقوق الطفل عام 1959. طالب الإعلان أن يكون لكل طفل حق التعليم والمأوى والتغذية الجيدة والرعاية الصحية والحماية. وصلوا إلى خلاصة أنه بعد الحرب العالمية الأولى كان هناك حاجة لحماية الأطفال والدفاع عنهم في جميع أنحاء العالم. تركت الحرب الأطفال عرضةً للخطر. تبّنت الأمم المتحدة اليونيسيف (صندوق الأمم المتحدة الدولي لطوارئ الأطفال) في عام 1953 وبدأت الحملات لمساعدة الأطفال الذين يعانون من الداء العلّيقيّ.
الداء العليقي هو مرض يسهل الشفاء منه، لكن لسوء الحظ بعض الأماكن حول العالم لا تستطيع الحصول على البنسلين والذي هو العلاج. عملت اليونيسيف على توفير اللقاح للأطفال حول العالم.
في عام 1989، اعتمدت الأمم المتحدة اتفاقية حقوق الطفل. كانت هذه المعاهدة الدولية أكثر معاهدة ملائمة لحقوق الإنسان في التاريخ. غيّرت اتفاقية حقوق الأطفال نظرة العامة إلى الأطفال وحقوقهم.

## تأسيس منظمة CWIN
نشأت CWIN عندما لاحظ مجموعة من طلاب جامعة تريبوفان حاجة الأطفال في النيبال للحماية. ركزوا بشكل خاص على ظروف معيشة وعمل الأطفال، على غرار اليونيسيف فإن مهمة CWIN هي حماية الأطفال حول العالم من الأشياء الخارجة عن إرادتهم سواء كانت ممارسات كاملاري أو انتشار الأمراض.
أسس الطلاب CWIN في 1 يناير عام 1987. المدير المؤسس لها كان غوري برادهام. منذ ذلك الحين تطورت CWIN من مجموعة محلية صغيرة في كاتماندو إلى منظمة معترف بها دولياً.

### كاتماندو
كانت دراسات CWIN الأولية عن ظروف أطفال الشوارع في كاتماندو. كانت هذه واحدة من أوائل المشاريع الأكاديمية البحثية التي قامت بها CWIN في مختلف جوانب حقوق الطفل.
في عام 1989، بدأت CWIN بتقديم الدعم العملي لأطفال الشوارع في كاتماندو، من خلال فتح «غرفة مشتركة» حيث يستطيعون أن يرتاحوا ويحصلوا على المساعدة الطبية، وتوفير أماكن مدرسية لبعضهم. في عام 1995، أسست مركزًا لأطفال الشوارع والأطفال الآخرين المعرضين للخطر في بوخارا.
في عام 1994، افتتحت CWIN مركز Balika Home، وهو مركز سكني للتدخل في الأزمات والذي يوفر الدعم للضحايا النساء من المُستَغَلات في العمل وضحايا الاعتداء الجنسي والتجارة غير المشروعة والعنف المنزلي والتعذيب والنزاعات المسلحة. في عام 1999، افتتحت مركز دعم في محطة كاتماندو الرئيسية للحافلات للأطفال المهاجرين إلى المدن.
افتتحت CWIN خطوط هواتف مجانية لمساعدة الأطفال في كاتماندو، وهيتاودا ونيبالجون وبوكارا وبيراتناغار لتقديم النصائح والمساعدات للأطفال الذين يتعرضون للأذى. وقد افتتحوا نزلاً للأطفال الذين في سن الدراسة والذين ليس لديهم مأوى، أو ببساطة لا يدعمهم أهلهم.

## المواقع
تتركز CWIN بشكل رئيسي في كاتماندو حيث أُسِّست. على الرغم من أن المكتب المركزي للمنظمة يوجد في كاتماندو بالإضافة إلى العديد من المباني التابعة لها، فإن CWIN موجودة في 37 مقاطعة من أصل 75 في النيبال.

## الحرب الأهلية
خلال الحرب الأهلية من عام 1996 حتى عام 2006، قُتل 328 طفلاً (232 صبي و93 فتاة)، وجُرح 250 طفل آخر (167 صبي و83 فتاة). ثار المجتمع المدني ضد العنف ولكن سلسلة عمليات قتل الأطفال والعنف ضدهم لم تتوقف. حاولت CWIN خلال هذه الفترة توعية الجميع من خلال شعارها «الأطفال هم مواطن السلام».  أقامت CWIN دورات تدريبية ونشرت أدوات للحماية. ووفّروا أيضاً التدريب للعاملين في مجال السلام في أجزاء مختلفة من البلاد من أجل تشجيع حملة «الأطفال هم مواطن السلام».